# Barbara (Italie)
Pour les articles homonymes, voir Barbara (homonymie).
Barbara est une commune italienne d'environ 1 293 habitants, située dans la province d'Ancône, dans la région Marches, en Italie centrale.

## Administration
| Période                                  | Période  | Identité        | Étiquette | Qualité |
| ---------------------------------------- | -------- | --------------- | --------- | ------- |
| 14 juin 2004                             | En cours | Raniero Serrani |           |         |
| Les données manquantes sont à compléter. |          |                 |           |         |

### Hameaux
Coste

### Communes limitrophes
Arcevia, Castelleone di Suasa, Ostra Vetere, Serra de' Conti